# Ghazi Al Kuwari
Ghazi Al Kuwari (19 maggio 1977) è un ex calciatore bahreinita, di ruolo centrocampista.

## Carriera

### Club
Ha giocato nel campionato bahreinita e qatariota.

### Nazionale
Con la maglia della propria nazionale ha preso parte alla Coppa d'Asia 2004.